# NGC 5143
NGC 5143 é uma galáxia espiral barrada (SBd) localizada na direcção da constelação de Canes Venatici. Possui uma declinação de +36° 26' 15" e uma ascensão recta de 13 horas, 25 minutos e 01,4 segundos.
A galáxia NGC 5143 foi descoberta em 17 de Abril de 1855 por William Parsons.